# S1000D
S1000D je mezinárodní specifikace pro tvorbu technických publikací. Jedná se o specifikaci XML pro přípravu, správu a publikování technických informací o produktu. Původně byl vyvinut Evropskou asociací leteckého a kosmického průmyslu (ASD) pro použití s  vojenskými letadly . Od druhého čísla byl rozsah rozšířen a zahrnuje pozemní, námořní a dokonce i nevybavené produkty. Je široce používán v civilních i vojenských produktech. S1000D je součástí specifikací ILS  řady S (S-Series).
Pro obsah S1000D v angličtině by měl jazyk odpovídat standardu zjednodušené technické angličtiny ASD-STE100.

## Hlavní principy
Standard S1000D stanovuje požadavek, aby byly informace vytvářeny jako samostatné datové jednotky – tzv. datové moduly (DM). Tyto moduly jsou strukturovány pomocí XML prvků a doplněny o metadata. Každý datový modul představuje autonomní entitu, kterou lze flexibilně využít kdekoli, kde je daná informace potřebná. Datové moduly jsou organizovány v hierarchické XML struktuře prostřednictvím kódování DM. Tato architektura umožňuje aktualizaci jednotlivých modulů, aniž by se nutně měnila cesta ve struktuře XML, která na ně odkazuje. Takto segmentované a klasifikované znalosti lze následně sdílet napříč různými publikacemi, přičemž změny v kontrolovaném zdroji automaticky ovlivní i navazující dokumenty. Je však třeba, aby byla XML hierarchie navržena specificky pro každou specifickou oblast znalostí.
Datové moduly spolu s podpůrným obsahem, jako jsou grafické prvky, multimédia, publikační metadata či výukové materiály, jsou obvykle uloženy a spravovány v databázi typu Common Source Database (CSDB). Tato databáze slouží k uchovávání a správě datových modulů. Databáze CSDB obvykle obsahuje  všechny komponenty potřebné pro tvorbu interaktivní elektronické technické publikace (IETP) daného produktu. IETP zahrnuje souhrn všech prvků potřebných napříč všemi obory pro vytvoření sady dokumentace pro provoz a údržbu produktu. S1000D sice stanovuje nutnost existence této databáze, avšak nedefinuje její konkrétní funkcionalitu.
Dalším termínem často spojovaným se S1000D je interaktivní elektronická technická příručka (IETM), která představuje jednotlivý manuál spadající do širšího rámce IETP. Díky flexibilitě, kterou XML nabízí, se tyto příručky (IETM) mohou pohybovat od klasických tištěných příruček (papírové nebo jednoduché prezentace na stránce) až po plně interaktivní elektronické příručky obsahující multimediální prvky, vzdělávací nástroje a různé formáty výstupů.